# Quinnesec
Quinnesec – jednostka osadnicza w Stanach Zjednoczonych, w stanie Michigan, w hrabstwie Dickinson.